# Rob & Chyna
Rob & Chyna là một chương trình truyền hình thực tế của Mỹ với sự tham gia của Rob Kardashian và Blac Chyna. Series dài 7 tập, mỗi tập có thời lượng 1 tiếng được công chiếu vào ngày 11 tháng 9 năm 2016, trên đài truyền hình cáp E!.

## Nhà sản xuất
Series thực tế được cấp phép vào ngày 1 tháng 6 năm 2016. Rob & Chyna khắc họa mới quan hệ của Rob Kardashian và Blac Chyna khi họ chuẩn bị chào đón đứa con đầu lòng. Sáu tập phim dài một tiếng đã được đặt hàng, không bao gồm một chương trình truyền hình đặc biệt về sự ra đời của đứa con đầu lòng cảu Kardashian và Chyna. Chương trình được công chiếu vào ngày 11 tháng 9 năm 2016. Jeff Olde, phó chủ tịch điều hành của mạng lưới, giải thích lý vì sao họ cho ra mắt loạt phim riêng của Kardashian và Chyna: 
Rất ít câu chuyện tình yêu đã tạo ra tiếng vang lớn trong văn hóa đại chúng như của Rob và Chyna, và chúng tôi rất vui khi thấy Rob có được sự hạnh phúc này. Chúng tôi rất vui mừng chia sẻ chương tiếp theo trong mối quan hệ của họ.

Bộ phim được phát sóng trên E!, một kênh truyền hình cáp của Mỹ, nội dung chủ yếu là các chương trình liên quan đến giải trí và loạt phim truyền hình thực tế, bao gồm cả Keeping Up with the Kardashians, một loạt phim khác mà cả Rob Kardashian và Blac Chyna đều tham gia. Chương trình được sản xuất bởi Bunim / Murray Productions và Ryan Seacrest Productions, đồng sản xuất Keeping Up with the Kardashians.

## Số phận
Vào ngày 14 tháng 12 năm 2016, E! đã tái khởi động cho mùa thứ hai bao gồm tám tập dự kiến sẽ công chiếu vào năm 2017. Vào tháng 7 năm 2017, E! đã xác nhận rằng loạt phim đã bị tạm dừng và không có trong lịch trình hiện tại của họ.
Vào năm 2018, tiếp tục có những tranh cãi về số phận của chương trình, khi Blac Chyna đưa ra những cáo buộc có tính chất nghiêm trọng.

## Các tập
| Số thứ tự | Số tập trong mùa | Tiêu đề                          | Ngày lên sóng | Người xem tại Mỹ (triệu) |
| --- | ---------------- | -------------------------------- | ------------- | ------------------------ |
| 1 | 1                | "Are You Still Texting Bitches?" | 11/09/2016    | 2.04                     |
| Cả hai bắt đầu lên kế hoạch cho tương lai trở thành một cặp vợ chồng và nuôi dạy một đứa trẻ, nhưng do nghi ngờ Rob chuyển ra khỏi nhà. |                  |                                  |               |                          |
| 2 | 2                | "Rob'ing the Cradle"             | 18/09/2016    | 1.41                     |
| Rob tiếp tục đối mặt với những bất an của mình, và Scott Disick đến thăm Rob để giúp anh vượt qua chúng. Sau đó, trong một chuyến đi đến Cannes, Chyna bắt đầu cảm thấy tự nghi ngờ về bản thân.                                                                 |                  |                                  |               |                          |
| 3 | 3                | "Going Down to Chyna-town"       | 25/09/2016    | 1.26                     |
| Sau khi Rob và Chyna tham dự sinh nhật của Khloé, Rob bắt đầu cảm thấy không thoải mái khi được chú ý. Cặp đôi đến thăm Washington, D.C., nơi Rob gặp cha mẹ của Chyna và bị giám sát chặt chẽ. Sau đó, Rob đến thăm câu lạc bộ thoát y, nơi khởi đầu của Chyna. |                  |                                  |               |                          |
| 4 | 4                | "Bonding and Bondage"            | 02/10/2016    | 1.37                     |
| Scott giúp Rob kết nối lại với những người bạn cũ mà anh đã không nói chuyện trong nhiều năm. Sau đó, Rob và Chyna lên kế hoạch cho một đêm hẹn hò. |                  |                                  |               |                          |
| 5 | 5                | "Baby Bump in the Road"          | 09/10/2016    | 1.40                     |
| Rob cảm thấy cuộc sống của mình đang đi đúng hướng; Chyna cảm thấy anh ấy đang di chuyển quá nhanh. Sau đó, Rob tự cô lập mình với mọi người. |                  |                                  |               |                          |
| 6 | 6                | "Paternity or Eternity"          | 16/10/2018    | 1.20                     |
| Với sự thúc giục của Kardashian, Rob hoàn toàn đồng ý trị liệu; Chyna theo đuổi cuộc kiểm tra quan hệ cha con cho đứa con chưa chào đời của mình. |                  |                                  |               |                          |
| 7 | 7                | "Rob & Chyna Baby Special"       | 18/12/2016    | 0.95                     |
| Rob và Chyna đấu tranh để thống nhất một số quyết định lớn nhất của cuộc đời. Hai người theo chế độ mẫu mẫu hệ đối lập Kris Jenner và Tokyo Toni đối mặt với nhau. Tất cả dẫn đến sự ra đời của Dream Kardashian!                                                |                  |                                  |               |                          |

## Tiếp nhận
Dave Schilling, viết cho The Guardian, đã lướt qua chương trình bằng cách mô tả nó là "buồn tẻ một cách đau đớn" và "đáng kinh ngạc". Bethonie Butler của The Washington Post lưu ý những điểm tương đồng của nó với các chương trình khác có gia đình Kardashian, và nói: "Ngoài hiệu ứng hình ảnh giống truyện tranh được sử dụng để chuyển cảnh [... ], Rob & Chyna rất giống chương trình đã làm nên tên tuổi cho gia đình Kardashian ".